# William Howard Stein
Pour les articles homonymes, voir William Stein.
William Howard Stein (25 juin 1911, New York - 2 février 1980, New York) est un biochimiste américain. Il est colauréat avec Stanford Moore de la moitié du prix Nobel de chimie de 1972.

## Biographie
William Stein étudia de 1927 à 1929 à la Philips Exceter Academy puis à l'université Harvard et à l'université Columbia, où il obtint son doctorat. Par la suite il fut collaborateur puis professeur à l'Institut Rockefeller à New York.

## Travaux scientifiques
William Stein et Stanford Moore réussirent pour la première fois à expliquer totalement avec une ribonucléase la structure primaire d'une enzyme. Pour cela ils développèrent un analyseur d'acides aminés. Cet appareil permettait de décomposer les protéines, pour donner des acides aminés.
L'explication de sa structure a permis une meilleure compréhension de cette protéine et à poser les bases pour la recherche sur d'autres enzymes.
Moore et lui sont colauréats du prix Nobel de chimie de 1972 (l'autre moitié a été remise à Christian Boehmer Anfinsen) « pour leur contribution à la connaissance des relations entre la structure chimique et l'activité catalytique du centre actif de la ribonucléase ».